# Chang Yuan
Chang Yuan (født 24. juni 1997) er en kinesisk bokser .
Hun repræsenterede Kina ved sommer-OL i Tokyo i 2020 , hvor hun blev elimineret i kvartfinalen.
Ved sommer-OL i Paris i 2024 vandt hun guld.